# Raillietia
Raillietia (лат.) — род клещей, единственный в составе семейства Raillietiidae надсемейства Dermanyssoidea из отряда Mesostigmata. Встречаются в Северной и Южной Америке, Африке, Австралии, Азии. Ранее рассматривались в составе семейства Halarachnidae, где включались в состав подсемейства Raillietiinae. Паразитируют на млекопитающих.
Вид Raillietia acevedoi паразитирует на горном козле ибексе (Capra ibex ibex), а вид Raillietia flechtmanni — на индийском буйволе (Bubalus bubalis).

## Систематика
7 видов.
- Raillietia acevedoi Quintero-Martinez, Bassols-Batalla & DaMassa, 1992 — Колорадо, США
- Raillietia auris (Leidy, 1872) — Аргентина, Индия[4]
- Raillietia australis Domrow, 1961[5]
- Raillietia caprae Quintero, Bassols & Acevedo, 1980 — Мексика[6]
- Raillietia flechtmanni Faccini, Leite & da-Costa, 1992 — Бразилия
- Raillietia manfredi Domrow, 1980 — Австралия
- Raillietia whartoni Potter & Johnston, 1978 — Уганда